# Adan (Bandar Dua)
Adan is een bestuurslaag in het regentschap Pidie Jaya van de provincie Atjeh, Indonesië. Adan telt 389 inwoners (volkstelling 2010).